# Henrik Hansen (Handballspieler)
Henrik Hansen (* 16. September 1979 in Risskov) ist ein dänischer ehemaliger Handballspieler, der zumeist auf Rückraum Mitte eingesetzt wurde.
Der 1,97 m große und 99 kg schwere Rechtshänder begann seine Profikarriere bei Århus Håndbold. 2006 wechselte er in die spanische Liga ASOBAL zu BM Altea. Nachdem Altea 2007 in finanzielle Schwierigkeiten geraten war, schloss er sich BM Torrevieja an. Nach drei Jahren in Spaniens höchster Spielklasse verpflichtete ihn der deutsche Bundesligist TuS N-Lübbecke, mit dem er das Final Four im DHB-Pokal 2009/10 erreichte. Seit 2011 läuft er wieder für Århus Håndbold auf. 2018 beendete er seine Karriere.
In der Dänischen Nationalmannschaft debütierte Henrik Hansen am 31. Mai 2003 gegen Island und bestritt 30 Länderspiele, in denen er 36 Tore erzielte. Bei der Europameisterschaft 2006 gewann er die Bronzemedaille.